# Sowjetischer Eishockeypokal 1973
Die Saison 1973 war die 15. Austragung des sowjetischen Eishockeypokals. Pokalsieger wurde zum neunten Mal ZSKA Moskau. Bester Torschütze des Turniers war Alexander Jakuschew von Spartak Moskau mit fünf Toren.

## Teilnehmer
| Teams der höchsten Spielklasse: | Teams der zweithöchsten Spielklasse: | Teams der dritthöchsten Spielklasse:                                                                      | Weitere Teams:                  |
| --- | --- | --- | ------------------------------- |
| - Torpedo Gorki - SKA Leningrad - Dynamo Moskau - Krylja Sowetow Moskau - Spartak Moskau - ZSKA Moskau - Awtomobilist Swerdlowsk - Traktor Tscheljabinsk - Chimik Woskressensk | - Jenbek Alma-Ata - SKA MWO Kalinin - Dynamo Kiew - Torpedo Minsk - Lokomotive Moskau - Metallurg Nowokusnezk - Sibir Nowosibirsk - Diselist Pensa - Molot Perm - Dinamo Riga - Kristall Saratow - Salawat Julajew Ufa | - Ischstal Ischewsk - Sputnik Nischni Tagil - SKA Nowosibirsk - Chimik Omsk - Dnjeprospetsstal Saporosche | - RVZ Riga - Ekskavator Tallinn |

## Ergebnisse

### Erste Runde
| Diselist Pensa        | 6:2  | Torpedo Minsk               |
| Metallurg Nowokusnezk | 14:0 | Ekskavator Tallinn          |
| Sputnik Nischni Tagil | 7:4  | Dnjeprospetsstal Saporosche |
| Ischstal Ischewsk     | 6:4  | SKA Nowosibirsk             |
| SKA MWO Kalinin       | 7:3  | Chimik Omsk                 |

### Zweite Runde
| Diselist Pensa        | 8:4 | Awtomobilist Swerdlowsk |
| Dinamo Riga           | 4:3 | Metallurg Nowokusnezk   |
| Sputnik Nischni Tagil | 4:3 | Lokomotive Moskau       |
| Sibir Nowosibirsk     | 4:2 | Jenbek Alma-Ata         |
| Molot Perm            | 9:2 | Ischstal Ischewsk       |
| SKA MWO Kalinin       | 7:2 | Kristall Saratow        |
| RVZ Riga              | 6:3 | Salawat Julajew Ufa     |

### Achtelfinale
| Dinamo Riga           | 7:4  | Dynamo Moskau         |
| Dynamo Kiew           | 2:7  | Traktor Tscheljabinsk |
| Sibir Nowosibirsk     | 3:2  | Chimik Woskressensk   |
| Sputnik Nischni Tagil | 2:6  | Spartak Moskau        |
| Molot Perm            | 3:5  | Krylja Sowetow Moskau |
| SKA MWO Kalinin       | 2:4  | SKA Leningrad         |
| RVZ Riga              | 3:5  | Torpedo Gorki         |
| Diselist Pensa        | 3:10 | ZSKA Moskau           |

### Viertelfinale
| Dynamo Moskau         | 2:4 | Traktor Tscheljabinsk |
| Sibir Nowosibirsk     | 2:9 | Spartak Moskau        |
| Krylja Sowetow Moskau | 5:3 | SKA Leningrad         |
| Torpedo Gorki         | 2:7 | ZSKA Moskau           |

### Halbfinale
| Traktor Tscheljabinsk | 9:4       | Spartak Moskau |
| Krylja Sowetow Moskau | 4:5 n. V. | ZSKA Moskau    |

### Finale
| ZSKA Moskau | 6:2 | Traktor Tscheljabinsk |

## Pokalsieger
| Pokalsieger ZSKA Moskau | Torhüter: Nikolai Adonin, Wladislaw Tretjak Verteidiger: Juri Blochin, Alexander Gussew, Wiktor Kuskin, Wladimir Luttschenko, Alexander Ragulin, Alexei Woltschenkow, Gennadi Zygankow Angreifer: Juri Blinow, Waleri Charlamow, Anatoli Firsow, Sergei Glasow, Wladimir Gostjuschew, Boris Michailow, Jewgeni Mischakow, Wladimir Petrow, Wiktor Schluktow, Wladimir Trunow, Wladimir Wikulow, Alexander Woltschkow Cheftrainer: Anatoli Tarassow |